# لوحة المعلومات
لوحة المعلومات أو لوحة اجهزة القياس (بالإنجليزية: Dashborad)‏ هي عرض للمعلومات الجغرافية التي تساعد في مراقبة الأحداث أو الأنشطة. صُمِّمَت لوحات المعلومات لعرض مرئيات متنوعة تعمل معًا على شاشة واحدة. وتوفر عرضًا تفاعليًا شاملاً للبيانات؛ مما يوفر رؤى أساسية لاتخاذ القرارات. وكما هو الأمر في خرائط الويب وطبقات الويب، تعد لوحات المعلومات جزءًا من نموذج المعلومات الجغرافية.
لوحة المعلومات هي عنصر ضمن مؤسسة يمكن تعريفها بواسطة الأيقونة الخاصة بها عند استعراض والبحث عن المحتوى، وهي نوع من واجهة مستخدم رسومية والتي غالبًا ما توفر نظرة سريعة على مؤشرات الأداء الرئيسية (KPIs) ذات الصلة بهدف معين أو عملية تجارية.

## لوحة المعلومات في الاستخدامات الأخرى
لوحة المعلومات هي اسم آخر لـتقرير التقدم أو التقرير وتعتبر شكلاً من أشكال تصور البيانات.غالبًا ما يمكن الوصول إلى لوحة المعلومات بواسطة مستعرض ويب وعادة ما تكون مرتبطة بتحديث مصادر البيانات بانتظام.
لوحات تحكم جوجل أناليتكس
تتضمن لوحات المعلومات المعروفة لوحات تحكم جوجل أناليتكس، والمستخدمة في 55٪ من جميع مواقع الويب، والتي تعرض نشاطًا على موقع ويب؛ مثل الزيارات وصفحات الدخول ومعدل الارتداد ومصادر الزيارات.
لوحات جائحة مرض فيروس كورونا لعام 2020
جلبت جائحة مرض فيروس كورونا لعام 2020 لوحات معلومات أخرى إلى الواجهة، مع متتبع جونز هوبكينز لفيروس كورونا  ومتعقب فيروس كورونا التابع للحكومة البريطانية.
لوحة القيادة
نشأ مصطلح لوحة القيادة من لوحة أجهزة القياس في السيارة حيث يراقب السائقون الوظائف الرئيسية في لمحة عبر لوحة العدادات.